# Cajelitos
Cajelitos är en ort i Mexiko.   Den ligger i kommunen Chilpancingo de los Bravo och delstaten Guerrero, i den södra delen av landet, 240 km söder om huvudstaden Mexico City. Cajelitos ligger 718 meter över havet och antalet invånare är 1 376.
Terrängen runt Cajelitos är lite bergig. Runt Cajelitos är det ganska tätbefolkat, med 75 invånare per kvadratkilometer. Närmaste större samhälle är El Ocotito, 3,4 km sydväst om Cajelitos. I omgivningarna runt Cajelitos växer huvudsakligen savannskog.